# Giảm thiểu chất thải

Hệ thống phân cấp rác thải. Từ chối, giảm thiểu, tái sử dụng, tái chế và ủ phân cho phép giảm thiểu chất thải.

Giảm thiểu chất thải là một bộ quy trình và thực hành nhằm giảm thiểu lượng chất thải tạo ra. Bằng cách giảm thiểu hoặc loại bỏ sự phát sinh những chất thải có hại và khó phân hủy, quy trình giảm thiểu chất thải hỗ trợ những nỗ lực thúc đẩy một xã hội bền vững hơn. Quy trình giảm thiểu chất thải bao gồm việc thiết kế lại những sản phẩm và quá trình và/ hoặc việc thay đổi mô hình tiêu dùng và sản xuất của xã hội.
Phương pháp có hiệu quả đối với tài nguyên môi trường, hiệu quả kinh tế và hiệu quả chi phí nhất để quản lý chất thải thường xuyên là không cần phải giải quyết vấn đề ngay từ đầu. Các nhà quản lí coi việc giảm thiểu chất thải như là trọng tâm của hầu hết các chiến lược quản lý chất thải. Việc xử lý và vứt chất thải hợp lí có thể đòi hỏi một lượng thời gian và nguồn tài nguyên rất lớn; vì thế, lợi ích của việc giảm thiểu chất thải có thể là vô cùng đáng kể nếu được tiến hành một cách hiệu quả, an toàn và bền vững.
Việc quản lý chất thải truyền thống tập trung vào việc xử lý chất thải sau khi nó được tạo ra, tập trung vào tái sử dụng, tái chế và chuyển hóa chất thải thành năng lượng. Việc giảm thiểu chất thải đòi hỏi những nỗ lực để tránh tạo ra chất thải trong suốt quá trình sản xuất. Để tiến hành hiệu quả quy trình giảm thiểu chất thải, nhà quản lý đòi hỏi kiến thức về quá trình sản xuất, việc phân tích từ đầu tới cuối (theo dõi các vật liệu từ lúc khai thác cho đến lúc chúng trở về với đất) và chi tiết về thành phần của chất thải.
Nguồn chất thải chính có sự khác nhau giữa các quốc gia. Ở Anh Quốc, hầu hết chất thải đến từ việc xây dựng và các tòa nhà, tiếp đến là từ việc khai thác mỏ và khai thác đá, công nghiệp và thương nghiệp. Chất thải sinh hoạt tạo nên một phần tương đối nhỏ trong tổng lượng chất thải. Chất thải công nghiệp thường gắn với các yêu cầu trong chuỗi cung ứng. Ví dụ, một công ty tiến hành mua bán một sản phẩm có thể khăng khăng rằng nó nên được vận chuyển bằng sử dụng bao bì đóng gói nhất định vì nó phù hợp với nhu cầu hạ nguồn.

## Những lợi ích
Việc giảm thiểu chất thải có thể bảo vệ môi trường và thường có nhiều lợi ích kinh tế tích cực. Việc giảm thiểu chất thải có thể cải thiện:
- Hiệu suất tiến hành. Việc giảm thiểu chất thải có thể đạt được nhiều sản phẩm đầu ra hơn trên một đơn vị vật liệu thô đưa vào.
- Lợi nhuận kinh tế. Việc sử dụng hiệu quả hơn các sản phẩm đồng nghĩa với việc giảm chi phí mua vật liệu, cải thiện hoạt động tài chính của công ty.
- Hình tượng trước công chúng. Hồ sơ môi trường của một công ty là một phần quan trọng trong danh tiếng tổng thể của nó và việc giảm thiểu chất thải phản ánh một bước tiến tiên phong trong việc bảo vệ môi trường.
- Chất lượng sản phẩm được sản xuất. Việc đổi mới và thực hành công nghệ mới có thể giảm phát sinh chất thải và cải thiện chất lượng của đầu vào trong giai đoạn sản xuất.
- Trách nhiệm môi trường. Việc giảm thiểu hoặc loại bỏ sự phát sinh rác thải giúp dễ dàng đạt được mục tiêu trong quy định, chính sách và tiêu chuẩn về môi trường. Ảnh hưởng của chất thải lên môi trường sẽ được giảm thiểu.

## Công nghiệp
Trong công nghiệp, việc sử dụng hiệu quả hơn quá trình sản xuất và sử dụng vật liệu tốt hơn nói chung đã giảm thiểu sự phát sinh chất thải. Việc áp dụng phương pháp giảm thiểu chất thải đã dẫn đến sự phát triển những sản phẩm thay thế tiên tiến và thành công về mặt thương mại.
Nỗ lực giảm thiểu chất thải thường đòi hỏi đầu tư, thường được bù đắp bằng tiền tiết kiệm. Tuy nhiên, giảm thiểu chất thải trong một phần của quy trình sản xuất, có thể gây phát sinh chất thải trong một phần khác của quy trình.

## Quy trình
- Tái sử dụng phế liệu

Phế liệu có thể được tập hợp lại ngay từ đầu dây chuyền sản xuất để chúng không trở thành chất thải. Rất nhiều ngành công nghiệp vẫn làm việc này đều đặn; ví dụ, các nhà máy giấy trả lại bất kỳ cuộn giấy nào hỏng về đầu dây chuyền sản xuất, và trong quá trình sản xuất đồ nhựa, các phần thừa và phế liệu được tập hợp lại thành các sản phẩm mới.
- Cải thiện kiểm soát chất lượng và kiểm tra quá trình

Các bước có thể được thực hiện để đảm bảo rằng số lượng lô hàng bị từ chối được giữ ở mức tối thiểu. Có thể đạt được bằng cách tăng tần suất kiểm tra và số điểm kiểm tra. Ví dụ, việc cài đặt thiết bị giám sát liên tục tự động có thể giúp phát hiện các vấn đề trong sản xuất ngay từ những bước đầu tiên.
- Trao đổi chất thải

Đây là nơi chất thải từ một quy trình trở thành vật liệu thô cho quy trình thứ hai. Quy trình trao đổi chất thải tương ứng với một cách khác để giảm thiểu khối lượng chất thải đối với chất thải không thể loại bỏ.
- Vận chuyển đến điểm sử dụng

Bước này bao gồm việc vận chuyển các vật liệu thô hoặc các linh kiện trực tiếp đến điểm nơi mà chúng được lắp ráp hoặc được sử dụng trong quá trình sản xuất để giảm thiểu việc xử lý và việc sử dụng bao bì hay vỏ bọc bảo vệ.
- Ngăn ngừa chất thải

Đây là một phương pháp toàn bộ hệ thống nhằm mục đích loại bỏ chất thải tại nguồn và tại tất cả các điểm trong chuỗi cung ứng, với mục đích không tạo ra chất thải. Đây là một triết lý thiết kế nhấn mạnh việc ngăn ngừa chất thải thay vì chặn đường ống quản lý chất thải. Bởi vì, nói chung trên toàn cầu, chất thải như thế, dù tối thiểu đến đâu thì cũng không bao giờ có thể ngăn ngừa được (sẽ luôn luôn có một hạn sử dụng ngay cả với những sản phẩm và chất liệu tái chế), một mục tiêu liên quan là ngăn ngừa ô nhiễm.
- Phong cách tối giản

Phong cách tối giản là nhắc đến quan niệm mĩ thuật và âm nhạc, mặc dù một lối sống tối giản có thể gây ảnh hưởng lớn tới quản lý chất thải và không tạo ra chất thải, có thể giảm thiểu ô nhiễm môi trường và chôn lấp rác thải. Khi mức tiêu dùng vô tận được giảm xuống mức tối thiểu chỉ tiêu dùng cần thiết, việc sản xuất không chính xác đối với nhu cầu sẽ được giảm thiểu. Một lối sống tối giản có thể ảnh hưởng đến công lý khí hậu bằng cách giảm thiểu chất thải. Joshua Fields Millburn và Ryan Nicodemus đã đạo diễn và sản xuất một bộ phim mang tên Phong cách tối giản: Một tư liệu nhằm giới thiệu ý tưởng sống tối giản trong một thế giới hiện đại.

### Thiết kế sản phẩm
Giảm thiểu chất thải và tối đa hóa nguồn lực cho sản phẩm được sản xuất có thể dễ dàng thực hiện ở bước thiết kế. Giảm thiểu số lượng các thành phần sử dụng trong một sản phẩm hoặc việc làm sản phẩm dễ tháo rời hơn có thể giúp dễ dàng sửa chữa hoặc tái chế khi hết hạn sử dụng.
Trong một vài trường hợp, việc tốt nhất có thể là không giảm thiểu khối lượng vật liệu thô sử dụng trong một sản phẩm, mà thay vào đó là giảm đi lượng độc tính của chất thải phát sinh lúc sản phẩm hết hạn sử dụng, hoặc tác động môi trường của việc sử dụng sản phẩm. (Xem thêm Độ bền).

#### Phù hợp với mục đích sử dụng
Trong chiến lược này, các sản phẩm và bao bì được thiết kế tối ưu để đáp ứng đúng mục đích sử dụng. Điều này đặc biệt áp dụng cho việc đóng gói các vật liệu có độ bền vừa đủ để phục vụ đúng mục đích của chúng. Mặt khác, sẽ lãng phí hơn nếu như thực phẩm mà tiêu tốn tài nguyên và năng lượng trong quá trình sản xuất bị hư hỏng do các biện pháp khắc nghiệt nhằm giảm thiểu việc sử dụng giấy, kim loại, thủy tinh và nhựa cho đóng gói.

#### Độ bền
Việc cải thiện độ bền của sản phẩm, như là việc kéo dài tuổi thọ của một chiếc máy hút bụi lên tới 15 năm thay vì 12 năm, có thể giảm thiểu chất thải và thường cải thiện tối đa hóa nguồn lực rất nhiều.
Nhưng trong một số trường hợp, nó gây ra ảnh hưởng tiêu cực tới môi trường. Nếu một sản phẩm quá bền, những sản phẩm thay thế với công nghệ hiệu quả hơn sẽ bị trì hoãn. Vì thế, việc kéo dài tuổi thọ của một loại máy móc đời cũ có thể tạo ra gánh nặng lên môi trường hơn là loại bỏ nó, tái chế kim loại và mua một mẫu mới hơn. Tương tự như thế, xe cộ đời cũ tiêu tốn nhiều nhiên liệu hơn và thải ra nhiều khí thải hơn là những phương tiện hiện đại.
Hầu hết những người đề xuất việc giảm thiểu chất thải đều cho rằng các bước tiếp theo có thể là coi bất cứ sản phẩm được sản xuất đã hết hạn sử dụng như là một nguồn tái chế và tái sử dụng hơn là chất thải.
Việc làm ra những chai thủy tinh có thể nạp lại có đủ sức bền để chịu đựng những hành trình giữa người tiêu dùng và nhà máy đóng chai yêu cầu phải làm cho chúng dày hơn và vì thế mà trở nên nặng hơn, việc này làm tăng nguồn lực cần thiết để di chuyển chúng. Vì việc vận chuyển có ảnh hưởng lớn tới môi trường nên việc đánh giá cẩn thận số lần di chuyển của chai là cần thiết. Nếu một chiếc chai có thể nạp lại bị vứt đi sau khi được đổ đầy lại vài lần thì nguồn tài nguyên bị lãng phí có thể lớn so với việc nếu chiếc chai được thiết kế chỉ cho một hành trình.
Rất nhiều sự lựa chọn có liên quan đến đánh đổi tác động môi trường và thường không có đủ thông tin để đưa ra quyết định đúng đắn, phù hợp.

## Bán lẻ
Các mặt khác nhau của thực tiễn kinh doanh ảnh hưởng tới chất thải, như là việc sử dụng bộ đồ ăn dùng một lần trong các nhà hàng.

### Túi mua sắm có thể tái sử dụng
Túi có thể tái sử dụng là một hình thức tái sử dụng dễ thấy, và một số cửa hàng cung cấp "tín dụng túi" cho các túi mua sắm có thể tái sử dụng, mặc dù ít nhất một chuỗi đã đảo ngược chính sách của mình, cho rằng "đó chỉ là một phần thưởng tạm thời". Ngược lại, một nghiên cứu cho rằng thuế túi là một biện pháp khuyến khích hiệu quả hơn so với việc giảm giá tương đương. (Lưu ý, nghiên cứu trước/sau đã so sánh một trường hợp trong đó tất cả các cửa hàng áp dụng thuế) Mặc dù có một sự bất tiện nhỏ, điều này có thể tự khắc phục, vì túi có thể tái sử dụng thường thuận tiện hơn khi mang theo tới các cửa hàng tạp hóa.

## Hộ gia đình
Phần này trình bày chi tiết một số kỹ thuật giảm thiểu chất thải cho các hộ gia đình.
Có thể lựa chọn lượng và kích cỡ phù hợp khi mua hàng; mua những thùng sơn lớn cho công việc trang trí đơn giản hay mua một lượng lớn đồ ăn hơn lượng tiêu thụ sẽ gây ra chất thải không cần thiết. Hơn nữa, nếu một vỏ gói hoặc lon bị vứt đi, bất cứ một chút đồ thừa bên trong nào cũng phải bị loại bỏ trước khi vỏ chứa được tái chế.
Ủ phân tại nhà, việc biến chất thải nhà bếp và vườn tược thành phân trộn có thể được coi là giảm thiểu chất thải.
Các nguồn lực mà các hộ gia đình sử dụng có thể được giảm thiểu đáng kể bằng cách sử dụng điện hợp lý (ví dụ: tắt đèn và thiết bị khi không cần thiết) và bằng cách giảm các chuyến đi bằng ô tô. Các cá nhân có thể giảm thiểu lượng chất thải họ thải ra bằng cách mua ít sản phẩm và bằng cách sử dụng các sản phẩm bền lâu. Việc vá quần áo rách hoặc sửa các thiết bị hỏng cũng góp phần giảm thiểu chất thải sinh hoạt. Các cá nhân có thể giảm thiểu việc sử dụng nước, và đi bộ hoặc đi xe đạp tới điểm cần đến hơn là đi ô tô để tiết kiệm nhiên liệu và giảm lượng khí thải.
Đối với tình huống trong nước, tiềm năng giảm thiểu thường được quyết định bởi lối sống. Một vài người có thể cảm thấy lãng phí khi mua sản phẩm mới chỉ để bắt kịp xu hướng thời trang khi mà các sản phẩm cũ vẫn còn sử dụng được. Những người lớn làm việc toàn thời gian có rất ít thời gian rảnh, và vì thế có thể phải mua đồ ăn tiện lợi ít phải chuẩn bị, hoặc thích tã lót dùng một lần nếu như có em bé trong gia đình.
Lượng chất thải một người thải ra là một phần nhỏ trong số tất cả chất thải thải ra bởi toàn xã hội, và việc giảm thiểu chất thải cá nhân chỉ có thể gây ảnh hưởng nhỏ đối với lượng toàn bộ chất thải. Tuy nhiên, ảnh hưởng tới chính sách có thể được tạo ra trong các lĩnh vực khác. Việc tăng nhận thức người tiêu dùng về tác động và sức mạnh từ các quyết định mua hàng cho phép ngành công nghiệp và cá nhân thay đổi tổng mức tiêu thụ tài nguyên. Người tiêu dùng có thể tác động đến nhà sản xuất và nhà phân phối bằng cách không mua các sản phẩm không có nhãn hiệu sinh thái, hiện không bắt buộc, hoặc chọn các sản phẩm giảm thiểu việc sử dụng bao bì. Ở nước Anh, hệ thống PullApart kết hợp cả khảo sát về môi trường và việc đóng gói của người tiêu dùng, trong một hệ thống phân loại tái chế bao bì lề đường để giảm thiểu chất thải. Ở những nơi có phương án tái sử dụng, người tiêu dùng có thể chủ động và sử dụng chúng.

## Cơ sở y tế
Các cơ sở chăm sóc sức khỏe là nơi sản xuất chất thải khổng lồ. Nguồn chất thải y tế chính là: bệnh viện, phòng thí nghiệm và trung tâm nghiên cứu, nhà xác và trung tâm khám nghiệm tử thi, phòng thí nghiệm nghiên cứu và thử nghiệm trên động vật, ngân hàng máu và dịch vụ thu gom, và nhà dưỡng lão cho người già.
Việc giảm thiểu chất thải có thể tạo nhiều cơ hội cho các cơ sở này sử dụng ít nguồn lực hơn, trở nên ít lãng phí hơn và tạo ra ít chất thải nguy hại hơn. Thực hành quản lý tốt và kiểm soát tốt giữa các cơ sở y tế có thể có ảnh hưởng đáng kể tới việc giảm thiểu chất thải hàng ngày.

### Thực hành
Có rất nhiều ví dụ về việc thực hành hiệu quả có thể khuyến khích giảm thiểu rác thải trong các cơ sở y tế và nghiên cứu.
Giảm nguồn
- Giảm mua sắm nhằm đảm bảo việc lựa chọn nguồn cung cấp ít lãng phí hoặc ít nguy hại hơn.
- Sử dụng các phương pháp làm sạch vật lý hơn phương pháp hóa học như khử trùng bằng hơi nước thay vì khử trùng bằng hóa chất.
- Ngăn việc lãng phí sản phẩm không cần thiết trong các hoạt động điều dưỡng và làm sạch.

Phương pháp quản lý và điều khiển ở cấp bệnh viện
- Thu mua tập trung hóa chất nguy hiểm.
- Giám sát dòng chảy của hóa chất trong cơ sở chăm sóc sức khỏe từ khi nhận làm nguyên liệu thô đến khi thải bỏ như một chất thải nguy hại.
- Việc phân loại cẩn thận các chất thải để giúp giảm thiểu số lượng chất thải nguy hại và xử lý.

Quản lý tồn kho các sản phẩm hóa chất và dược phẩm
- Thường xuyên đặt hàng với số lượng nhỏ hơn là lượng lớn trong một lúc.
- Sử dụng lô sản phẩm cũ nhất trước để tránh hết hạn và các chất thải không cần thiết.
- Sử dụng hết các thứ bên trong thùng chứa chất thải nguy hại.
- Kiểm tra ngày hết hạn của tất cả sản phẩm khi vận chuyển.